# Мельник Петро Миколайович
Петро́ Микола́йович Ме́льник (нар.7 січня 1943, с. Угриньківці Заліщицького району Тернопільської області) — український журналіст, головний редактор газети «Колос» Заліщицького району Тернопільської області (1975—2001) і письменник, член Національної спілки журналістів України (з 1982).

## Життєпис
Народився Петро Мельник 7 січня 1943 року у с. Угриньківці на Тернопільщині.
У 1969 році він закінчив факультет жкрналістики Львівського державного університету імені Івана Франка.
По тому у 1969—1975 році він працював на посаді заступника головного редактора «Колос» м. Заліщики Тернопольської області, а у 1975—2001 році був головним редактором цієї газети.
У 1982 році Петро Мельник вступив до Національної спілки журналістів України.
Також Петро Мельник був депутатом Заліщицької районної ради шести скликань.

## Творчий доробок
Протягом 1965 по 2001 рік працював над публікаціями у різних жанрах, а також є автором низки поетичних збірок та художньо-краєзнавчої збірки «Від колиски до Вітчизни».
- Мельник П. М. Цвітограй полудня: Поезії. — Заліщики, 1994. — 95 с.
- Мельник П. М. Ватра надвечір'я: Поезія. — Заліщики, 2002. — 142 с.
- Мельник П. М. Від колиски до Вітчизни: Художньо-історичний нарис. — Заліщики, 2002. — 59 с.
- Мельник П. М. На черені совісті: Поезії. — Тернопіль. Рада.2007. 138 с.
- Мельник П. М. Бліки вітражів: Поезія, проза, переклади. — Тернопіль: Рада, 2012. — 204 с.
- Мельник П. M. Мальви і кремінь: Проза. — Заліщики. Рада. 2013. 80с.
- Мельник П. M. Абетка слова: Поезія. — Заліщики. Рада. 2014. 64с.